# Laurence Arné
Laurence Arné est une actrice, réalisatrice, scénariste et humoriste française, née le 4 février 1982 à Angoulême (Charente).
De 2012 à 2016, elle est notamment l'une des vedettes de la série télévisée WorkinGirls, où elle incarne Déborah, une directrice des ressources humaines nymphomane.

## Biographie

### Formation et progression sur scène
Dans sa jeunesse, Laurence Arné pratique la danse et joue du piano. Diplômée en chorégraphie artistique, elle intègre les écoles de théâtre Studio 34, Jacques Lecoq et l'École du One Man Show Paris. Elle a également participé à des coachings vocaux.[réf. nécessaire]
Depuis 2006, la jeune femme apparaît régulièrement sur scène avec des spectacles humoristiques. Elle est repérée par le directeur de l'École du One Man Show, Alexandre Delimoges, en 2006, qui lui propose de la mettre en scène et d'élaborer ensemble un premier solo humoristique, Quelle conne !, créé au Festival d'humour de Risoul puis programmé au Théâtre Le Bout à Paris durant une année. Remarquée en 2007 par Gérard Sibelle, elle intègre la troupe de Juste Pour Rire dans Les Solos du Juste Pour Rire Show au Théâtre de Dix Heures. En 2008, Dominique Farrugia découvre son spectacle et le produit.[réf. nécessaire]
Dans ses spectacles, elle combine la danse, le chant et le théâtre, et incarne des personnages féminins — clichés et surtout ridicules — comme un professeur de yoga ou un mannequin anorexique.[réf. nécessaire]
Elle fait également partie de l'équipe de comédiens dans le spectacle Open Bed, une pièce de théâtre musicale sur la vie sexuelle de deux couples, présentée aux Bouffes-Parisiens en 2008.[réf. nécessaire]

### Carrière cinématographique
Après ses succès comme humoriste sur les planches, Laurence Arné dévoile ses talents d'actrice. Elle figure dans le téléfilm Au bas de l'échelle et dans la comédie romantique L'amour c'est mieux à deux en 2010. Elle joue le rôle de Claudine dans ce film réalisé par Dominique Farrugia, en quelque sorte son père artistique, ayant produit ses spectacles. Pour le casting de sa comédie, Farrugia recourt, par ailleurs, à un deuxième talent humoristique issu de sa propre production : Laurent Lafitte qui, comme Laurence Arné, a été la star d'un one-man-show produit par Farrugia.
Laurence Arné et Laurent Lafitte se trouvent de nouveau devant la caméra ensemble pour la comédie Moi, Michel G., milliardaire, maître du monde. Dans ce documentaire fictif de Stéphane Kazandjian, l'actrice est l'épouse de l'homme d'affaires douteux Michel Ganiant, interprété par François-Xavier Demaison.
C'est à la télévision qu'elle trouve le succès, avec un rôle principal dans la comédie de bande WorkinGirls, diffusée entre 2012 et 2016 par Canal +.
Côté cinéma, elle est pour la première fois propulsée tête d'affiche en 2014 avec À coup sûr, le premier film de Delphine de Vigan, aux côtés d'Eric Elmosnino et Valérie Bonneton. Cette comédie romantique décalée est cependant un échec commercial, avec moins de 130 000 entrées dans les salles françaises.
Elle connaît également un échec l'année suivante avec la comédie dramatique générationnelle de Rémi Bezançon, Nos futurs, sortie au creux de l'été, et passée inaperçue, avec moins de 180 000 entrées. Elle y tient l'un des principaux rôles féminins, aux côtés de Mélanie Bernier et Camille Cottin.
Elle figure pour la première fois en vedette dans un succès commercial en 2016, en tenant l'un des rôles principaux du film Radin !, réalisé par Fred Cavayé, dans lequel elle donne la réplique à Dany Boon. Ce dernier fait ensuite appel à elle pour jouer le principal rôle féminin dans son film La Ch'tite Famille, qui sort en 2018.
Entre-temps, Laurence Arné a partagé l'affiche de la comédie Daddy Cool avec Vincent Elbaz.
En 2021, elle joue de nouveau aux côtés de Dany Boon dans la comédie 8 Rue de l'Humanité. En fin 2024, Laurence Arné incarne Jeanne Lombardi, journaliste à France Inter dans la série Une Affaire Française, relatant l'Affaire Grégory, ayant bouleversé le pays en 1984,.

### Vie privée
Laurence Arné a vécu avec Jérôme Duchamps, publicitaire puis créateur de l'agence digitale Spoke, spécialisée dans les médias sociaux. Ils ont un fils prénommé Raphaël, né en 2012,.
Depuis 2018, elle est en couple avec l'humoriste et acteur Dany Boon. Leur relation est officialisée par ce dernier le 3 mai 2021 sur la radio RTL. Le 12 décembre 2024, Laurence Arné annonce leur séparation durant l’été 2024.

## Filmographie

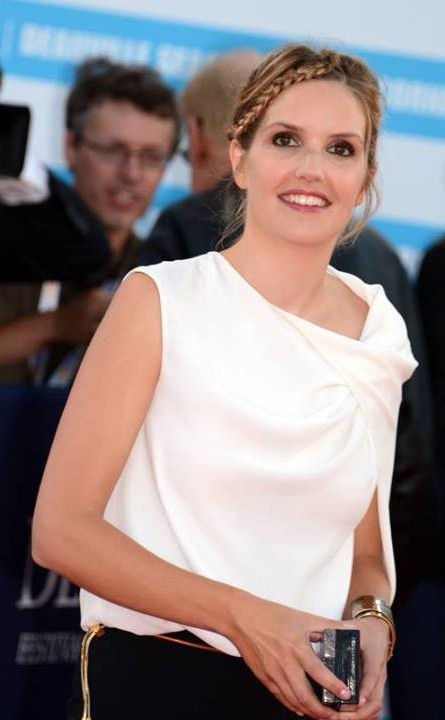
Laurence Arné au festival de Deauville 2013.

### Actrice

#### Cinéma
- 2010 : L'amour, c'est mieux à deux, de Dominique Farrugia et Arnaud Lemort : Claudine
- 2011 : Moi, Michel G., milliardaire, maître du monde, de Stéphane Kazandjian : Déborah Ganiant
- 2012 : Un jour mon père viendra, de Martin Valente : Suzanne
- 2012 : Dépression et des potes, d'Arnaud Lemort : Laura
- 2012 : Bowling de Marie-Castille Mention-Schaar : Louise
- 2012 : Mais qui a re-tué Pamela Rose ? de Kad Merad et Olivier Baroux[12] : Linda
- 2014 : À coup sûr de Delphine de Vigan[13] : Emma Dorian
- 2015 : Nos futurs de Rémi Bezançon : Emma
- 2016 : Radin ! de Fred Cavayé : Valérie
- 2017 : Daddy Cool de Maxime Govare : Maude
- 2018 : La Ch'tite Famille de Dany Boon : Constance Brandt
- 2021 : 8 Rue de l'Humanité de Dany Boon : Claire
- 2024 : La Famille Hennedricks d'elle-même : Justine

#### Courts métrages
- 2011 : Le Grand moment de solitude, de Wilfried Meance
- 2011 : Demain c'est la fin du monde, d'Arthur Delaire et Quentin Reynaud
- 2011 : Le problème c'est que, de Wilfried Meance
- 2012 : Transparence, de Martin Guyot et d'Ivan Rousseau
- 2012 : Marc et Julie, de Wilfried Meance
- 2012 : Après toi, de Wilfried Meance
- 2015 : La Soirée, de Studio Bagel

#### Télévision
- 2009 : Louis Page, de Christophe Chevalier
- 2011 : Au bas de l'échelle, d'Arnauld Mercadier
- 2011 : Le Client, d'Arnauld Mercadier
- 2012 - 2016 : WorkinGirls, de Sylvain Fusée
- 2013 - 2016 : Sophie et Sophie, épisode Les Bonnes Manières de Sylvain Fusée
- 2015 : Filles d'aujourd'hui
- 2016 : La Folle Soirée du Palmashow 3, réalisé par Jonathan Barré
- 2019 : La Part du soupçon de Christophe Lamotte
- 2021 : Une affaire française de Christophe Lamotte

#### Web série
- 2012 : VIP Paradise

### Scénariste
- 2021 : 8 Rue de l'Humanité de Dany Boon (écrit avec Dany Boon)
- 2024 : La Famille Hennedricks (écrit avec Cécilia Rouaud et Sara Wikler)

### Réalisatrice
- 2024 : La Famille Hennedricks

## Théâtre
- 2006-2007 : Quelle conne, mise en scène d'Alexandre Delimoges, au Théâtre Le Bout à Paris
- 2008 : Solos du Juste Pour Rire Show, au Théâtre de Dix Heures à Paris
- 2008 : Open Bed de Laurent Ruquier, aux Théâtre des Bouffes-Parisiens à Paris
- 2009 : Laurence Arné, mise en scène de Morgan Spillemaecker, au Théâtre des Blancs-Manteaux à Paris
- 2010 : Laurence Arné, à la Comédie Gallien à Bordeaux et au Théâtre de Poche Graslin à Nantes
- 2025 : Mur Mure de Lilou Fogli, mise en scène Jérémie Lippmann, théâtre de la Michodière

## Radio
- 2016 - 2017 : publicités pour Monoprix